# Microrégion d'Itamaracá

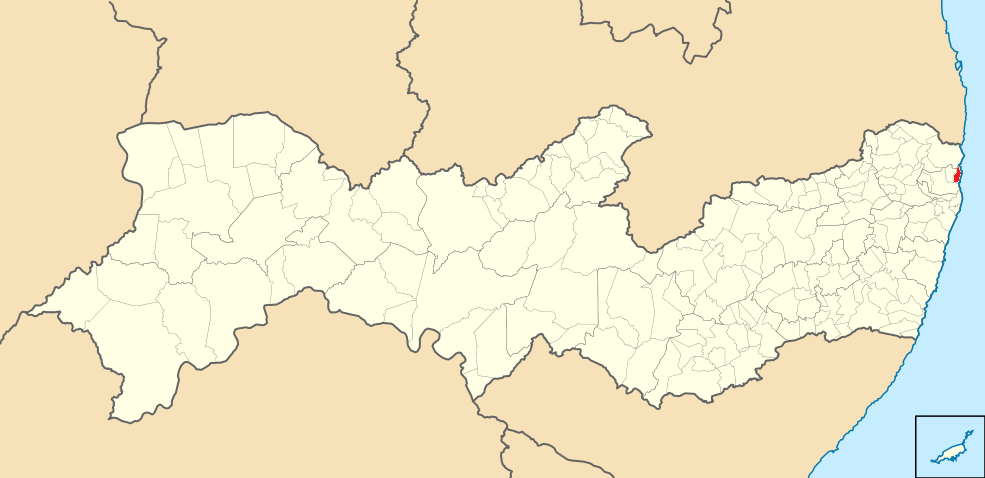
Localisation de la microrégion d'Itamaracá

La microrégion d'Itamaracá est l'une des quatre microrégions qui subdivisent la mésorégion métropolitaine de Recife de l'État du Pernambouc au Brésil.
Elle comporte quatre municipalités qui regroupaient 134 267 habitants après le recensement de 2007 pour une superficie totale de 445 km2.

## Municipalités
- Araçoiaba
- Igarassu
- Itamaracá
- Itapissuma